# Ванюшкасы
Ванюшкасы́ (чув. Ванюшкасси) — деревня в Красноармейском муниципальном округе Чувашской Республики.

## География
Находится в северной части Чувашии, на расстоянии приблизительно 6 км на северо-восток по прямой от районного центра села  Красноармейское.

## История
Известна с 1859 года, в XIX веке части деревни входили как околотки в уже упраздненные деревня Янгильдино и Третья Янгильдина. В 1859 году было учтено 25 дворов и 162 жителя, в 1906 – 54 двора и 336 жителей, в 1926 – 63 двора и 262 жителя, в 1939 – 311 жителей, в 1979 – 65 дворов, 155 человек. В 2002 году было 43 двора, в 2010 – 31 домохозяйство. В 1931 году был образован колхоз «Правда», в 2010 году действовал СХПК «Нива». До 2021 года входила в состав Исаковского сельского поселения до его упразднения.

## Население
Постоянное население составляло 82 человека (чуваши 100%) в 2002 году, 70 в 2010.